# Krankenhauslogistik
Die Krankenhauslogistik ist ein branchenspezifischer Teilbereich der Logistik, welcher sich mit den logistischen Prozessen und Transportströmen in Krankenhäusern beschäftigt. Hierbei werden, wie bei der Logistik, die Planung und Organisation, der Transport und die Lagerung sowie die Bereitstellung von Waren, Informationen und Personen betrachtet. Die grundlegenden Ziele der Logistik (die 6 R der Logistik) gelten auch für die Krankenhauslogistik, wobei zusätzliche Einflussfaktoren wie etwa Krankenhaushygiene-, Arbeitsschutz- und Brandschutzanforderungen zu berücksichtigen sind.

## Logistikströme im Krankenhaus
Ein Krankenhaus setzt sich aus verschiedenen medizinischen Teilbereichen wie den Funktionsabteilungen, den Stationen, dem OP-Bereich und der Zentralen Notaufnahme (ZNA) zusammen. Die Teilbereiche bilden zusammen mit den zahlreichen Informations-, Personen- und Warenströmen die logistische Infrastruktur. Ergänzt werden diese von zuliefernden Bereichen wie etwa der Küche, dem Lager oder der Apotheke. Krankenhauslogistik charakterisiert sich zudem durch die Steuerung und Koordination dieser logistischen Ströme.
Die logistischen Ströme im Krankenhaus lassen sich folgendermaßen unterteilen:
- Personenströme: Patienten, Personal und Besucher
- Waren- und Materialfluss: Sterilgüter, Lager- und Apothekenartikel, Speisen und Getränke, medizinische Geräte, Laborproben, Betten und Abfall
- Informationsfluss: elektronischer, schriftlicher (physischer) oder mündlicher Austausch von relevanten Daten in einem System

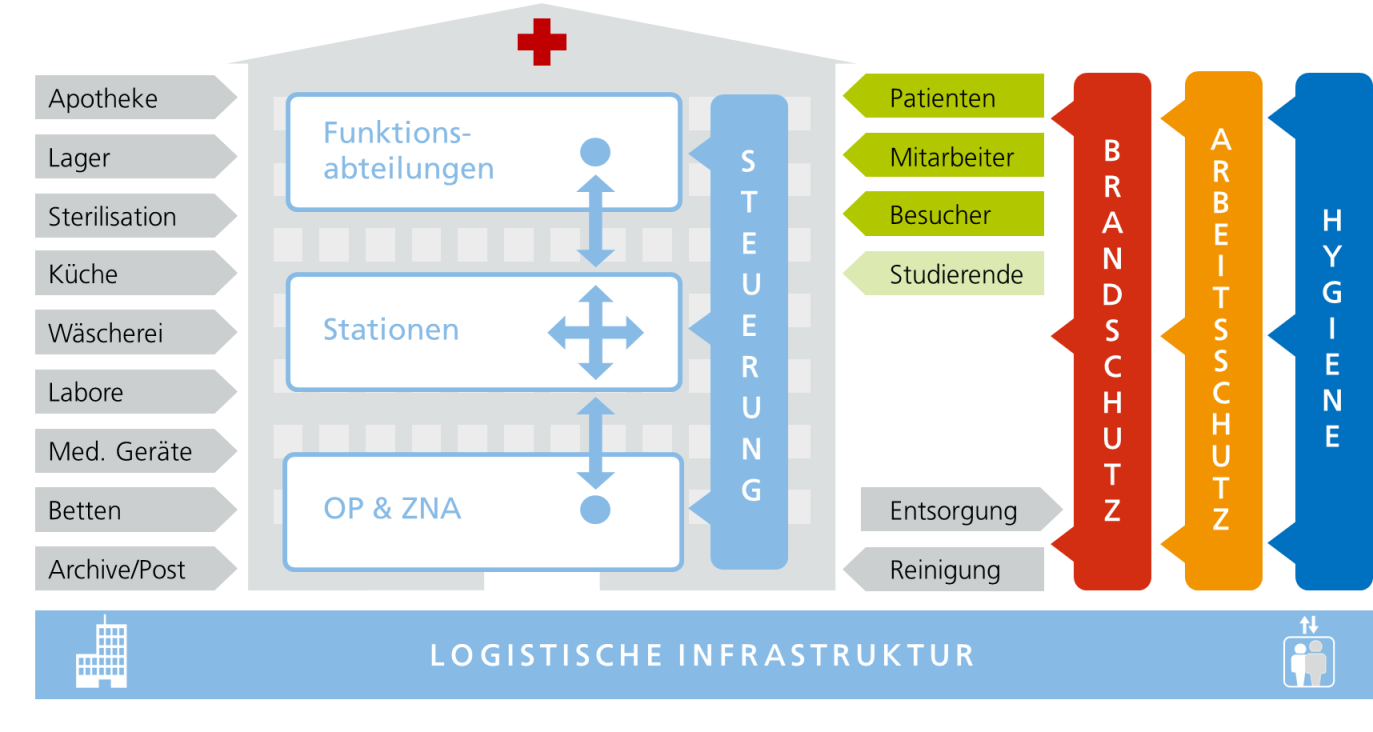
Logistische Ströme und Anforderungen im Krankenhaus (Quelle: Fraunhofer-Institut für Materialfluss und Logistik IML, Dortmund)

Personenströme im Krankenhaus umfassen alle Personen, welche direkt oder indirekt an den logistischen Flüssen beteiligt sind. Die Krankenhauslogistik zeichnet sich hierbei durch eine hohe Fluktuation von Personen aus, welche sich permanent (Personal), temporär (Patienten) oder kurzfristig (Besucher) im Krankenhaus befinden. Die medizinischen und persönlichen Bedürfnisse der Patienten erzeugen komplexe und sich ständig ändernde Anforderung an das Krankenhaus in Bezug auf OP- und Stationskapazitäten, Transport, Speisenversorgung, Abfallentsorgungen oder Reinigung nach hygienischen Standards. Patienten müssen zudem rechtzeitig zu ihren Behandlungen und Eingriffen gebracht werden. Der Patiententransport kann über einen Transportleitstand gesteuert werden. Dieser plant und koordiniert alle Transporte im Krankenhaus, so dass Patienten und Güter zur richtigen Zeit an ihrem Bestimmungsort ankommen.
Die Krankenhauslogistik beschreibt zudem die Materialflüsse innerhalb des Krankenhauses sowie zum Krankenhaus hin. Beispiele hierfür sind zuliefernde Bereiche, wie etwa Apotheken (Arzneimittellogistik) oder die Speisenanlieferung (Speisenversorgung). Ergänzend dazu sind im Rahmen der Krankenhauslogistik ebenfalls die Materialflüsse relevant, die das Krankenhaus verlassen, wie es bei der Entsorgung von Krankenhausabfällen der Fall ist.
Für den Transport der oben genannten Güter innerhalb eines Krankenhauses kommen unterschiedliche Hilfsmittel zum Einsatz. Krankenhausintern können Materialien und Arzneimittel fußläufig mittels Transportwagen durch das Krankenhauspersonal (z. B. Servicekräfte, Hol- und Bringdienst, Dienstleister, Versorgungsassistenten) zu ihren Zielorten gebracht werden. Viele Krankenhäuser nutzen eine maschinelle Unterstützung, die im Krankenhaus unter dem Begriff des Automatischen Warentransports (AWT) geläufig ist. Hierunter ist eine Vielzahl verschiedener Technologien zu verstehen, wie z. B. Rohrpostanlagen, Power&Free-Anlagen, Elektrohängebahnen (EHB) oder Fahrerlose Transportsysteme (FTS).

## Themengebiete der Krankenhauslogistik und neue logistische Herausforderungen für Krankenhäuser
- Krankenhausbau und Logistik
- Betriebsorganisationsplanung im Krankenhaus
- OP-Logistik
- Fallbasierte Materialerfassung und Dokumentation
- Logistische Herausforderungen bei der Umsetzung des Implantatpasses
- Green Hospital – nachhaltige Krankenhauslogistik
- Sterilgutlogistik und Zentralsterilisationslogistik
- Arzneimittellogistik und Unit-Dose
- Software-Auswahl und -Implementierung im Krankenhaus
- Effiziente Anordnungsplanung für Krankenhausräume und -bereiche
- Logistikplanung und -steuerung im Krankenhaus
- Planung von Logistikzentren
- Logistikplanung für die Zentrale Notaufnahme
- Materialversorgung / Modulversorgung
- Bestandsoptimierung für Lager- und Apothekenartikel
- Logistikkonzept für Mitarbeiterumkleiden
- Hygienekonzepte für septische Patienten
- Logistikkonzept für Aufzugsnutzung und Kapazitätsplanung
- Personaleinsatzkonzepte und Ressourcenplanung